# Ludovico Malaspina

Stemma Malaspina

Ludovico Malaspina (XV secolo – Milano, 1518 circa) è stato un nobile italiano, signore di Scaldasole Lomellina.

## Biografia
Era figlio di Francesco Malaspina di Giacomo I, e di Costanza Fogliani.
Fu cameriere del duca di Milano Ludovico il Moro, al quale diede in sposa nel 1499 circa Ippolita Fioramonte, assegnando in dote la pieve di Desio, Gambolò e Villa San Vittore. Luigi XII di Francia confermò a Ludovico nel 1507 tutti i privilegi.

## Discendenza
Ludovico e Ippolita, figlia di Ettore Fioramonte, capitano d'armati del duca Ludovico Sforza, e presunta amante del duca stesso, dalla quale ebbe tre figli:
- Francesco, condottiero al servizio di Carlo V, sposò Beatrice Adorno;
- Ettore;
- Ottaviano (?-dopo 1566), signore del feudo di Sannazzaro, sposò Giulia Birago.